# ヤースヌイ空港

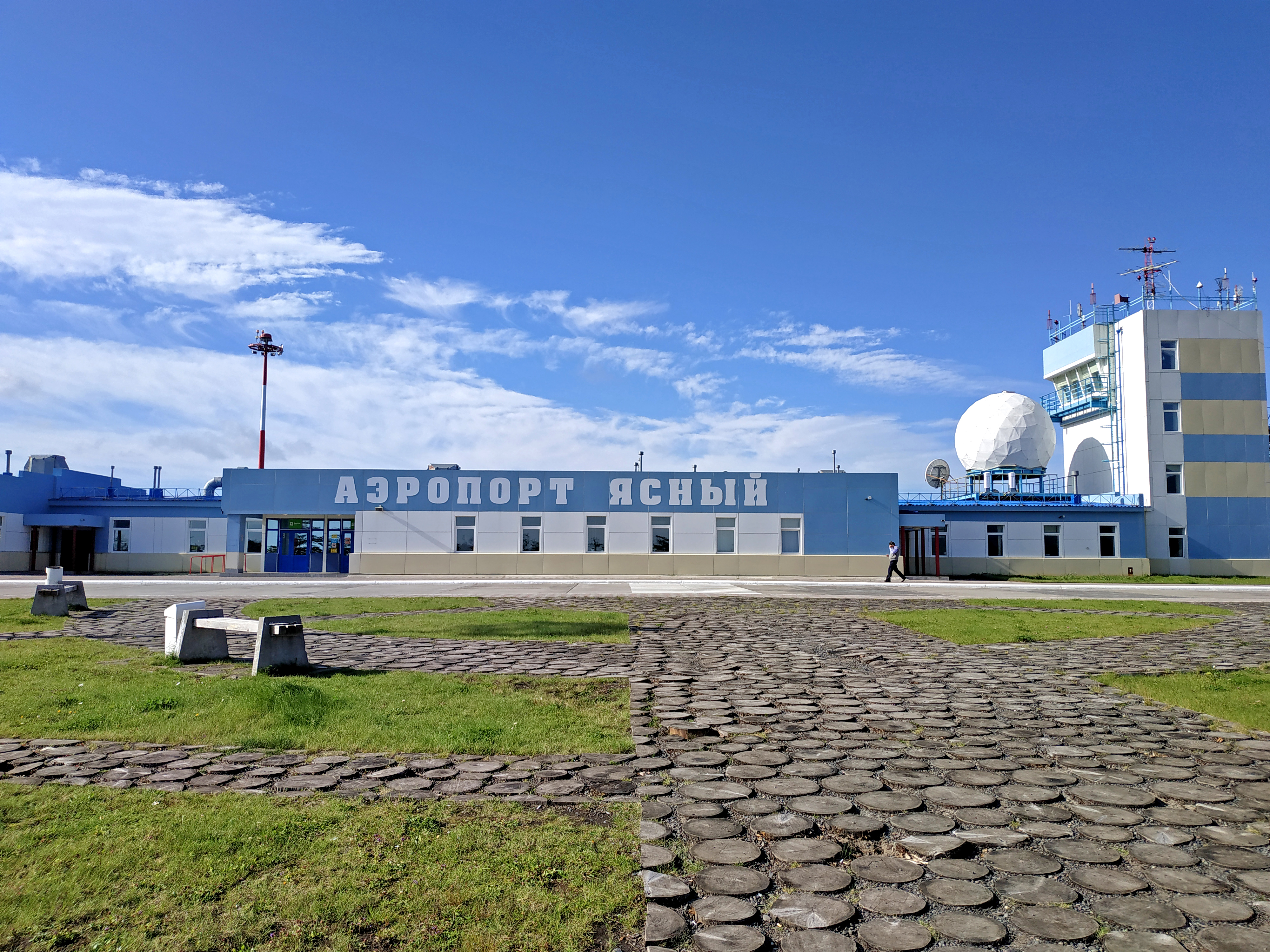
ヤースヌイ空港外観

ヤースヌイ空港（露: Аэропорт Ясный, 英: Yasniy Airport）は、ロシア連邦サハリン州クリル管区イトゥルップ島（日本の行政区分では北海道択捉島紗那村）にある空港である。
2014年、イトゥルップ空港 (露: Аэропорт Итуруп 英: Iturup Airport) として開港し、2015年1月16日、ヤースヌイ空港へと名称が変更された。
日本の空港法や航空法に基づく空港・飛行場ではないため、国土交通省の空港一覧には掲載されていない。

## 沿革
択捉島には旧日本軍が建設したブレヴェスニク空港(天寧飛行場)があり、択捉島を実効支配したソビエト連邦（ソ連）およびロシア連邦によって軍民共用飛行場として利用されてきた。しかしブレヴェスニク空港は霧が発生しやすく交通の便が悪いほか、老朽化も著しいことなどから、島の中心地であるクリリスク（紗那）やレイドヴォ（別飛）に近い場所に空港が建設されることとなった。
2007年より建設が始まり、2013年夏には1,450メートルの滑走路が完成し、An-24が離着陸できるようになった。2014年8月1日には、2,300メートルへの滑走路延長が完成予定とされ、、ボーイング737などに対応する。2014年9月22日、開港記念式典が行われ、オーロラによるユジノサハリンスクからの民間便が到着した。
9月24日、セルゲイ・イワノフ大統領府長官が訪問し、菅義偉官房長官は遺憾の意を示した
。
2016年には、アヴィアシェリフ（現・タイガ・エア）が国後島(メンデレーエフ空港)と色丹島(クラボザヴォーツク)を結ぶヘリコプター便を開始した。
2017年9月23日、北方四島交流事業（ビザなし交流）により、元住民らが墓参のため択捉島を訪問する際に利用された。
なお、2018年1月、ロシア連邦のドミートリー・メドヴェージェフ首相はイトゥルップ空港の軍民共用化を許可する政令に署名した。8月には、Su-35S戦闘機3機が配備された。

## 交通アクセス
ゴリャチエ・クリュチ村からのバス(No.515)に乗車するか、自家用車、タクシーでアクセスできる。

## 就航路線
| 航空会社     | 目的地                                      |
| ------------ | ------------------------------------------- |
| オーロラ     | ユジノサハリンスク（週5便）、ウラジオストク |
| タイガ・エア | ユジノクリリスク、クラボザヴォーツク        |

## 関連リンク
- - クリル諸島（千島列島）の空港ページ（ロシア語）